# فايك باي ديورستيده
فايك باي ديورستيده Wijk bij Duurstede  هي مدينة وبلدية بمقاطعة أوترخت بهولندا.

## طوبوغرافيا
خريطة طوبوغرافية هولندية لبلدية فايك باي ديورستيده، 2013، (تقرأ بعد ثلاث نقرات على الخريطة).

## توأمة
لفايك باي ديورستيده اتفاقيات توأمة مع:
- يتشين

## وصلات خارجية
- الموقع الرسمي